# Bandiera del Granducato di Toscana
La bandiera del Granducato di Toscana ebbe diverse configurazioni, a seconda del periodo storico e, in particolare, della dinastia regnante.
Sotto i Medici (il primo granduca fu Cosimo I) la bandiera era bianca con lo stemma famigliare sovrapposto. Alla loro estinzione (1737), il Granducato passò ai Lorena (conosciuti anche come Asburgo-Lorena), la cui bandiera era gialla con quattro linee nere e caricata dell'aquila bicipite nera imperiale. Nel 1765 con l'insediamento del granduca Pietro Leopoldo d'Asburgo-Lorena, venne introdotto il tricolore orizzontale Rosso-Bianco-Rosso austriaco caricato con gli stemmi dinastici, Il tricolore fu introdotto ancor prima che nella stessa Austria, ove comparve oltre vent'anni dopo, nel 1786. Nel 1840 lo stemma venne accentrato e reso più grande ed elaborato, e la bandiera rimase così fino al 1860, con una breve parentesi nel 1848-1849 quando, in occasione della prima guerra d'indipendenza italiana fu scelta come bandiera il tricolore italiano - sia orizzontale che verticale - caricato dello stemma dinastico privato delle decorazioni austriache.
Nel corso degli anni la bandiera vide varie versioni dello stemma dinastico in base all'uso, (di stato, mercantile, ecc...) ed al periodo.

## Galleria delle Bandiere

Dinastia dei Medici
Bandiera granducale all'epoca dei Medici.
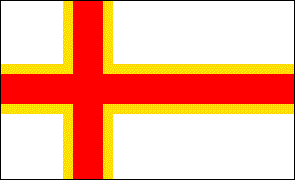
Bandiera Navale toscana in uso nel XVIII secolo.

Dinastia degli Asburgo-Lorena
Bandiera Civile e Navale (1815-1848, 1849-1860).
Bandiera semplificata di Stato (1815-1848, 1849-1860).
Bandiera di Stato con Grande Stemma (1765-1800, 1815-1848, 1849-1860)[2]
Bandiera di Stato (1848-1849).

## Galleria degli Stemmi

Stemma granducale nel periodo mediceo (1562-1737)
Stemma semplificato nel periodo Asburgo-Lorena (1815-1848, 1849-1860).
Grande stemma nel periodo Asburgo-Lorena (1765-1800, 1815-1848, 1849-1860)[2]